# Església de Bellpuig
L'Església de Bellpuig és un edifici del municipi de Tortellà (Garrotxa) protegida com a bé cultural d'interès local.

## Descripció
L'esglesiola al costat de l'antiga fortalesa de la família dels Bellpuig. És d'una sola nau i absis semicircular i no conserva la seva teulada. Actualment els seus interiors s'utilitzen per guardar-hi bales de palla i el seu estat, en general, i el seu, és un estat del tot ruïnós. La porta d'ingrés al temple està situada a la façana de ponent; és adovellada, amb un petit ull de bou damunt seu. El conjunt està coronat per un campanar d'espadanya d'un sol ull.

## Història
Aquesta petita església dedicada a Santa Àgueda sembla d'origen romànic i formava part de les dependències del Castell de Bellpuig. Les dades documentals més antigues d'aquell llinatge es remunten a l'any 1272, data en què apareix esmentat Berenguer de Bellpuig. El mes d'octubre de 1262, Bernat de Bellpuig presta homenatge per diverses possessions que tenia en feu a Ramon d'Empúries, senyor del castell de Sales. Els terratrèmols que van tenir lloc el 2 de febrer de 1428 varen enderrocar el castell que regia Roger Alemany de Bellpuig, morint la seva mare, Blanca, i dos dels seus fills; possiblement fou en aquest moment quan es va abandonar l'antiga fortalesa i se n'hi va bastir a prop una altra.